# Willie Fernie
William Fernie, noto come Willie Fernie (Kinglassie, 22 novembre 1928 – Glasgow, 1º luglio 2011), è stato un allenatore di calcio e calciatore scozzese, di ruolo attaccante.

## Palmarès

### Giocatore

#### Competizioni nazionali
- Campionato scozzese: 1

Celtic: 1953-1954
- Coppa di Scozia: 2

Celtic: 1950-1951, 1953-1954
- Coppa di Lega scozzese: 2

Celtic: 1956-1957, 1957-1958